# Hans-Peter Betz
Hans-Peter Betz (* 13. April 1952) ist ein deutscher Lehrer und Büttenredner der Mainzer Fastnacht. Neben zahlreichen Auftritten war er bei elf Fernsehsendungen von Mainz bleibt Mainz, wie es singt und lacht deren Sitzungspräsident.

## Leben
Hans-Peter Betz stammt aus dem pfälzischen Schmittweiler und zog aus beruflichen Gründen nach Mainz. Er wurde in den 1980er Jahren in der dortigen Fastnacht aktiv und kam 1983 zum Gonsenheimer Carneval-Verein (GCV). Am Beginn der karnevalistischen Karriere standen urkomische Einsätze wie das Mitwirken im Männerballett des GCVs. Ihm lag jedoch daran, die Rolle des Narren auch mit politisch pointierten Reden zu verbinden. Dabei verhalfen ihm sein Wortwitz und sein schauspielerisches Talent zur Bekanntheit. So wurde er Sitzungspräsident des GCV und trat von 1988 bis 2017 insgesamt 25 Mal in der Fernsehsendung Mainz bleibt Mainz, wie es singt und lacht auf. Dort verkörperte er zunächst verschiedene Figuren wie etwa 1988 die „Tanzmaus“, 1993 den „Kater Stanislaus“, 1994 eine Hexe und 1998 einen Reisenden mit einer Zeitmaschine. Von 2003 bis 2017 trat er dann in seiner Paraderolle als „Guddi Gutenberg“ auf, vom Anspruch und der Kostümierung in Anlehnung an den Mainzer Erfinder des Buchdrucks, Johannes Gutenberg. In dieser Rolle wurde er zu einer Kultfigur der Fernsehsendung aus Mainz und einem Millionenpublikum durch seinen unverwechselbaren Witz, den scharfen Humor und die mit Bedacht gesetzten Worte bekannt. Jeweils 1994, 1998, 2002 und durchgehend von 2006 bis 2013 fungierte er insgesamt elfmal auch als Präsident der Fernsehsitzung Mainz bleibt Mainz, wie es singt und lacht.

## Beruf
Von Beruf ist Hans-Peter Betz Lehrer. Nach 37 Jahren Schuldienst trat er 2017 in den Ruhestand. In den letzten 20 Jahren seines Dienstes war er 13 Jahre Leiter der Grundschule und danach sieben Jahre Rektor der benachbarten Realschule plus im Carl-Zuckmayer-Schulzentrum des Mainzer Stadtteils Lerchenberg. Hierbei engagierte er sich besonders für die Berufsorientierung und die Integration von Asylantenkindern.